# Zaankanter
Een Zaankanter is een bewoner van de Zaanstreek.
Door de intensieve contacten tussen de Zaanse dorpen in het verleden en de uiteindelijke fusie tot Zaanstad in 1974 bestaat een duidelijk saamhorigheidsgevoel bij de Zaankanters. 
De Zaanstreek bestaat naast de gemeente Zaanstad ook uit de gemeenten Wormerland en Oostzaan en het dorp Marken-Binnen dat in de gemeente Alkmaar ligt. Geografisch is dit ook vrijwel het gehele gebied waar het Zaans dialect gesproken wordt.